# Gerd Egger
Gerd Egger (* 8. Oktober 1943 in Lindau (Bodensee)) ist ein deutscher Judoka. Er trägt den 9. Dan.

## Biografie
Im Jahr 1963 gewann er die Europameisterschaften der Junioren. 1967 und 1969 wurde er Mannschaftseuropameister. Bei den Olympischen Spielen 1972 erreichte er den siebten Platz. Darüber hinaus nahm er an drei Weltmeisterschaften teil und gewann mehrere internationale Turniere.
Für seine sportlichen Erfolge wurde er am 23. Juni 1967 mit dem Silbernen Lorbeerblatt ausgezeichnet.
Nach 10 Jahren schied Egger 1972 aus dem Nationalteam aus.
Als Trainer führte er etliche Athleten als Heim- und Stützpunkttrainer zu internationalen Erfolgen.
In der Zeit von 1992 bis 2012 war er Sportreferent des Deutschen Judobundes. Im Bayerischen Judo-Verband war er mehr als 30 Jahre Referent für Leistungssport. Im Jahr 2012 wurde er zum Präsidenten des Landesverbandes gewählt, welches er im Jahr 2018 niederlegte.